# Marquesado de Berlanga
El marquesado de Berlanga es un título nobiliario español otorgado el 10 de abril de 1529 por el rey Carlos I en favor de Juan Sánchez de Velasco y Tovar, señor de Berlanga y de Osma, hijo de Íñigo Fernández de Velasco y Mendoza, II duque de Frías, IV conde de Haro y de su esposa María de Tovar y de Vivero, señora de Berlanga.
Su denominación hace referencia al municipio de Berlanga de Duero en la provincia de Soria, Comunidad Autónoma de Castilla y León.

## Historia de los marqueses de Berlanga
- Juan Sánchez de Velasco y Tovar (c. 1490-c. 1540), I marqués de Berlanga.[3]

Casó en primeras nupcias con Catalina de Mendoza y Fonseca, hija de los I marqueses del Cenete, sin descendencia. Contrajo un segundo matrimonio con María Girón de Guzmán. Casó en terceras nupcias con Juana Enríquez de Rivera y Portocarrero y en cuartas nupcias con Leonor Recalde.  Le sucedió su hijo del segundo matrimonio:
- Íñigo Fernández de Velasco y Tovar (1520-1585), II marqués de Berlanga,[5] IV duque de Frías,[6] VI conde de Haro, embajador en Roma, miembro del Consejo de Estado y del de Italia, presidente de Aragón y camarero mayor de Felipe II.[5]

Casó con Ana Ángela Águeda de Guzmán y Aragón. Sucedió su hijo:
- Pedro Sánchez de Tovar y Velasco, III marqués de Berlanga.[5] Sin descendientes. Le sucedió su hermano:

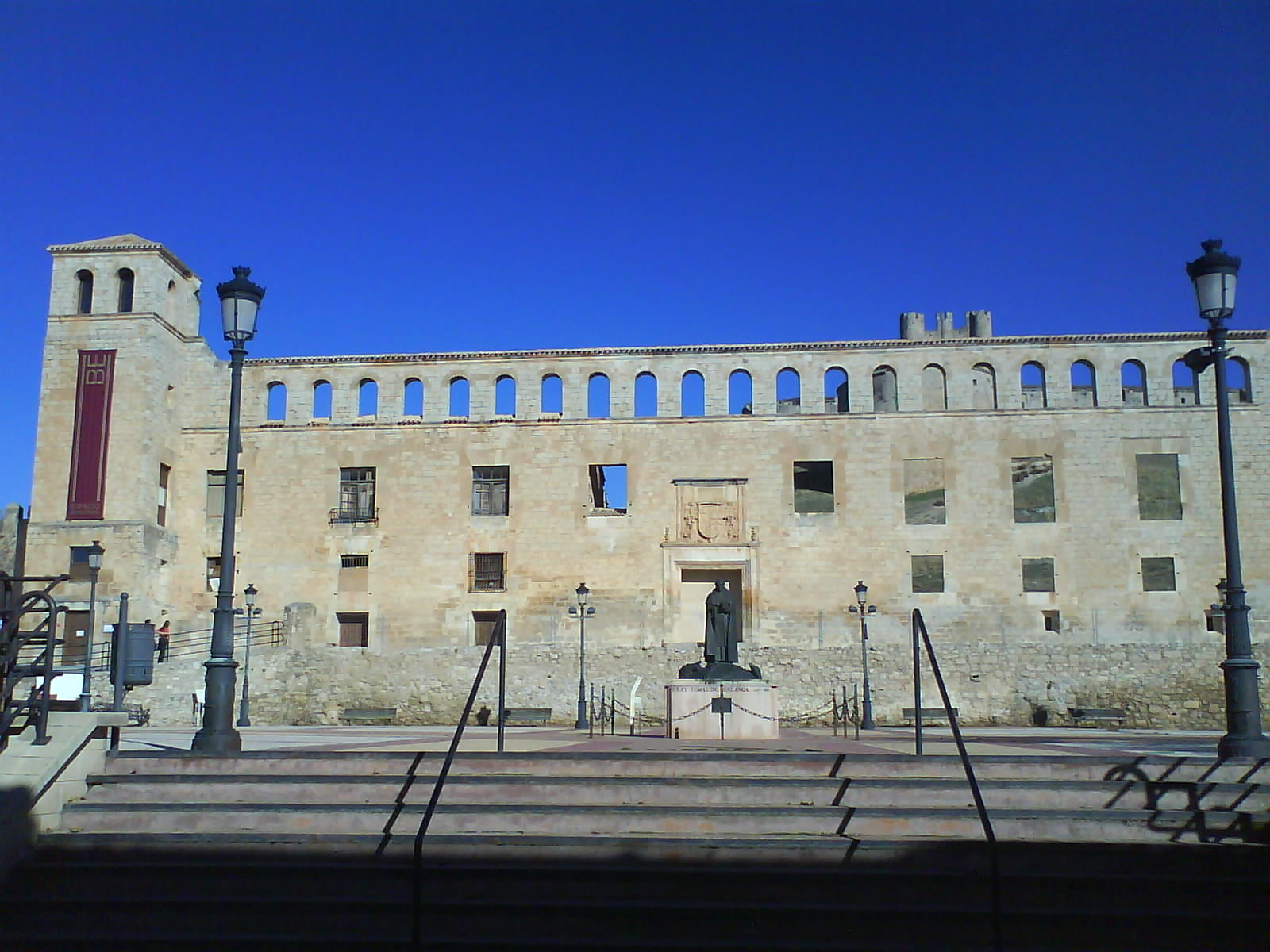
Palacio de los Marqueses de Berlanga, en Berlanga de Duero

- Juan Fernández de Velasco y Tovar (1550-15 de marzo de 1613), IV marqués de Berlanga,[5] V duque de Frías,[6] VII conde de Haro, VI condestable de Castilla de su linaje, gobernador de Milán en (1592-1595), (1595-1600) y (1610-1612),[5] embajador ante el papa Sixto V y representante del rey Felipe III en la negociación de la paz con Jacobo I de Inglaterra que se firmó el 29 de agosto de 1604.

Casó primero con María Téllez-Girón (m. 20 de febrero de 1608), hija de los I duques de Osuna, de la que tuvo por hija a Ana de Velasco y Girón, casada con Teodosio de Braganza y fue madre del rey Juan IV de Portugal, y a Íñigo Fernández de Velasco y Girón que fue el VIII conde de Haro pero que no sucedió en el ducado por haber fallecido sin descendencia en 1607, antes que su padre. Casó en segundas nupcias  en abril de 1608 con Juana Fernández de Córdoba Aragón y Enríquez de Cabrera, hija de los condes de Ampurias, y nieta de los duques de Medina de Rioseco. Le sucedió su hijo de su segundo matrimonio a quien cedió el título y que murió antes que su padre:
- Juan Fernández de Velasco y Fernández de Córdoba (1598-1611), V marqués de Berlanga,[5] IX conde de Haro y XV señor de Tovar.

Casó con Juana de Córdoba y Cardona.  Sin descendencia, le sucedió su hermano:
- Bernardino Fernández de Velasco y Tovar (1609-31 de marzo de 1652), VI marqués de Berlanga,[8] VI duque de Frías,[6] X conde de Haro,[8] VII condestable de Castilla de su linaje, comendador de Yeste en la Orden de Santiago, camarero mayor, copero mayor y cazador mayor de los reyes Felipe III y Felipe IV, embajador en la Santa Sede, presidente del consejo de Italia, consejero de Estado, virrey de Aragón y gobernador de Milán.[8]

Casó en primeras nupcias el 30 de septiembre de 1624 con Isabel María de Guzmán (m. 1640), V marquesa de Toral. Casó posteriormente el 17 de marzo de 1647 con María Sarmiento de Mendoza sin obtener descendencia. Sucedió su hijo del primer matrimonio:
- Francisco Baltasar Fernández de Velasco y Tovar (21 de agosto de 1633-3 de enero de 1695),[10] VII marqués de Berlanga,[10] XVII señor de la casa de Tovar y caballero de la Orden de Santiago.[10]

Casó en 1660 con María Catalina de Carvajal y Osorio, IV marquesa de Jódar. Le sucedió su hijo:
- José Manuel Fernández de Velasco y Tovar (1665-19 de enero de 1713), VIII marqués de Berlanga,[11] VIII duque de Frías,[6] XII conde de Haro, V marqués de Jódar, mayordomo mayor del rey Felipe V.[11]

Casó en primeras nupcias el 1 de agosto de 1678 con Ángela de Benavides Ponce de León (m. 1704) y en segundas el 20 de septiembre de 1705 con Ana María Téllez-Girón (m. 1717), sobrina de su primera esposa. Le sucedió su hijo del primer matrimonio:
- Bernardino Fernández de Velasco y Tovar (1685-25 de abril de 1727), IX marqués de Berlanga,[11] IX duque de Frías,[6] XIII conde de Haro, VI marqués de Jodar y VIII conde de Salazar de Velasco.[11]

Casó en abril de 1704 con María Petronila Rosa de Toledo y Portugal sin dejar descendencia.  Le sucedió una hija del VII duque de Frías:
- María del Pilar Remigia Fernández de Velasco y Benavides (m. 1734), X marquesa de Berlanga.[12]

Casó en 1694 con su primo carnal, Francisco María Téllez-Girón, VI duque de Osuna. Le sucedió su hija:
- María Lucía Téllez-Girón y Fernández de Velasco Tovar y Guzmán (13 de diciembre de 1698-1759), XI marquesa de Berlanga,[13] VII marquesa de Toral,[13] VIII marquesa de Frómista y VI marquesa de Caracena.[13]

Casó con su sobrino Francisco Javier Pacheco Téllez-Girón (1704-1750), VI duque de Uceda, VI marqués de Belmonte, III marqués de Menas Albas, V conde de la Puebla de Montalbán. Le sucedió su hijo:
- Andrés Manuel Alonso Pacheco Téllez-Girón y Fernández de Velasco (1728-1789), XII marqués de Berlanga,[14] VII duque de Uceda, VII marqués de Belmonte, IV marqués de Menas Albas, VI conde de la Puebla de Montalbán, IX marqués de Frómista, VII marqués de Caracena.

Casó con María de la Portería Fernández de Velasco, IX condesa de Peñaranda de Bracamonte, VI vizcondesa de Sauquillo, hija de Bernardino Fernández de Velasco y Pimentel, XI duque de Frías etc. Le sucedió su hijo:
- Diego Fernández de Velasco (Madrid, 8 de noviembre de 1754-París, 11 de febrero de 1811), XIII marqués de Berlanga,[14] XIII duque de Frías,[15] IX duque de Uceda,[16] XVII conde de Haro, XII conde de Salazar de Velasco, XVII conde de Alba de Liste, XV conde de Oropesa, IX conde de Peñaranda de Bracamonte, XV conde de Fuensalida, XIII marqués de Villena, VIII marqués de Belmonte, VI marqués de Cilleruelo, VII conde de la Puebla de Montalbán, X marqués de Frómista, VIII marqués de Caracena, VIII conde de Pinto, IX marqués de Toral, XII marqués de Jarandilla, X marqués de Frechilla y Villarramiel, X marqués del Villar de Grajanejos, XIV conde de Alcaudete, XIV conde de Deleytosa, XIX conde de Luna, VII marqués del Fresno, IX conde de Colmenar de Oreja, caballero de la orden del Toisón de Oro y de la Orden de Santiago,[14] sumiller de corps del rey Carlos IV y mayordomo mayor del rey José I Bonaparte. Para poder suceder en el ducado de Frías varió el orden de sus apellidos, para llevar primero el Fernández de Velasco, como imponía el mayorazgo de rigurosa agnación del ducado de Frías.[17]

Casó el 17 de julio de 1780, en Madrid, con Francisca de Paula de Benavides de Córdoba de la Cueva y Moncada, hija de Antonio de Benavides y de la Cueva, teniente general de los Reales ejércitos, duque de Santiesteban, caballero del Toisón de Oro, y de María de la O Fernández de Córdoba. Sucedió su primogénito:
- Bernardino V Fernández de Velasco y Benavides (Madrid, 20 de junio de 1783-28 de mayo de 1851), XIV marqués de Berlanga,[14] XIV duque de Frías,[15] XVIII conde de Haro, X duque de Uceda,[16] XIV duque de Escalona,[14] XVIII conde de Alba de Liste, VIII conde de la Puebla de Montalbán, IX marqués de Belmonte, XIV marqués de Villena, X conde de Peñaranda de Bracamonte, XVI conde de Fuensalida, XVI conde de Oropesa, XI marqués de Frómista, IX marqués de Caracena, X marqués de Toral, VIII marqués del Fresno, XIII marqués de Jarandilla, XI marqués de Frechilla y Villarramiel, XI marqués de Villar de los Grajanejos, V conde de Alcaudete, XV conde de Deleytosa, XIII conde de Salazar de Velasco, IX conde de Pinto, XX conde de Luna, X conde de Colmenar de Oreja y caballero del Toisón de Oro, de Calatrava.[14] Se cubrió como grande de España en 1814 siendo su padrino el duque de Osuna. Fue Presidente del Consejo de Ministros y Ministro de Estado (1838-1839), prócer del reino, senador por la provincia de León 1837-1845 y senador vitalicio 1845-1851.[18]

Casó en primeras nupcias el 24 de agosto de 1802, en Madrid, con María Ana Teresa de Silva Bazán y Waldstein (m. Madrid, 17 de enero de 1805), hija de los IX marqueses de Santa Cruz. Contrajo un segundo matrimonio en Alicante, el 2 de agosto de 1811 con María de la Piedad Roca de Togores y Valcárcel Escorcia y Pío de Saboya, (Benejúzar, 18 de mayo de 1787-Madrid, 17 de enero de 1830), hija de Juan Nepomuceno Roca de Togores y Scorcia, I conde de Pinohermoso, y de María Antonia de la Portería Valcárcel y Pio de Saboya, marquesa de Castel Rodrigo. Casó en terceras nupcias con Ana de Jaspe Macias (m. 1863) de quien había tenido un hijo antes de casarse que fue legitimado por real carta en 1838 cuando sus padres casaron y que sucedió en varios de sus títulos:
- José María Bernardino Silverio Fernández de Velasco y Jaspe (París, 20 de junio de 1836-20 de mayo de 1888), XV marqués de Berlanga,[19] XV duque de Frías,[15] XX conde de Haro, XVII conde de Fuensalida, XVII conde de Oropesa, X marqués de Belmonte, XI marqués de Toral, X marqués de Caracena, IX marqués del Fresno, XII marqués de Frómista, XII marqués de Frechilla y Villarramiel, XIV marqués de Jarandilla, XII marqués de Villar de Grajanejos, XVI conde de Alcaudete, XVI conde de Deleytosa, XIV conde de Salazar de Velasco, XI conde de Colmenar de Oreja, XII conde de Peñaranda de Bracamonte, XXII conde de Luna y maestrante de Sevilla.[19]

Casó en primeras nupcias el 12 de octubre de 1864, en París, con Victoria Balfe (m. 1871), con quien tuvo por hijos a Bernardino, Guillermo y Mencía. Contrajo un segundo matrimonio en 1880, en Biarritz, con María del Carmen Pignatelli de Aragón y Padilla, hija del príncipe del Sacro Romano Imperio Juan Vicente Pignatelli de Aragón y de María de Padilla y Laborde. Le sucedió su hija:
- Mencía Fernández de Velasco y Balfe (1867-  ? ), XVI marquesa de Berlanga,[19] XVIII condesa de Fuensalida.[19] Le sucedió su sobrino:

- José Fernández de Velasco y Sforza (Roma, 2 de julio de 1910-Madrid, 8 de mayo de 1986), XVII marqués de Berlanga,[21] XVIII duque de Frías,[15] XIX conde de Fuensalida, XIX conde de Oropesa, XIII marqués de Toral, XX conde de Alcaudete, XVI marqués de Frechilla y Villarramiel, XXII conde de Haro, caballero gran cruz de la Orden de Malta, y de orden americana de Isabel la Católica, del Fénix de Grecia y académico de la Real Academia de la Historia.[21]

Casó el 28 de junio de 1940 con María de Silva y Azlor de Aragón Carvajal y Hurtado de Zaldívar, sin descendencia.  Le sucedió:
- Ángela María Téllez-Girón y Duque de Estrada (Pizarra, Málaga, 7 de febrero de 1925-Sevilla, 29 de mayo de 2015), XVIII marquesa de Berlanga,[22] XIV duquesa de Uceda, XVI marquesa de Villafranca del Bierzo, XX condesa de Ureña, XII marquesa de Jabalquinto, XX condesa-XVII duquesa de Benavente, XVI duquesa de Arcos, XIX duquesa de Gandía, XVIII marquesa de Lombay, XX duquesa de Medina de Rioseco, XVI condesa de Peñaranda de Bracamonte, XIII condesa de Pinto, XIII condesa de la Puebla de Montalbán, IX duquesa de Plasencia, XVII marquesa de Frechilla y Villarramiel, XX condesa de Oropesa, XIV marquesa de Toral, XXI condesa de Alcaudete, XIII marquesa de Belmonte, XVII condesa de Salazar de Velasco, XVII marquesa de Jarandilla, XIV marquesa de Villar de Grajanejos, XV marquesa de Frómista, XIX duquesa de Escalona, XX condesa de Fuensalida, dama de la Real Maestranza de Caballería de Zaragoza y de la de Valencia, Gran Cruz de la Orden Constantiniana de San Jorge, de la Orden de Malta, de la Orden del Santo Cáliz de Valencia y de la Real Asociación de Hidalgos a Fuero de España.[23]

Casó en 1946 en primeras nupcias, en Espejo (Córdoba), con Pedro de Solís-Beaumont y Lasso de la Vega (1916-1959), caballero maestrante de Sevilla, y en segundas, en 1963, con José María de Latorre y Montalvo (1922-1991), VII marqués de Montemuzo, VIII marqués de Alcántara del Cuervo.. En 2017, le sucedió su hija:
- Ángela María Solís-Beaumont y Téllez-Girón, XIX marquesa de Berlanga,[25] condesa de Oropesa, condesa de Alcaudete, marquesa de Frechilla de Villarramiel, marquesa de Toral, etc.